# Élections générales sonsorolaises de 2016
Les élections générales sonsorolaises de 2016 se sont déroulées le 29 février 2016 à Sonsorol. Elles portaient sur l’élection du gouverneur, du lieutenant-gouverneur et des membres de la Législature de Sonsorol.

## Résultats

### Gouverneur et lieutenant-gouverneur
Laura I. Miles est élue gouverneur de l’État et  Joe Kintoki est élu lieutenant-gouverneur.

### Membres de la Législature
Treize membres de la Législature sont élus : deux membres dont la circonscription comprend l’État dans sa totalité, 7 membres élus directement et 4 représentant en chef des municipalités.

#### Circonscription générale
| Nom                     | Municipalités | Résultats | Remarques                                     |
| ----------------------- | ------------- | --------- | --------------------------------------------- |
| Quintine Nestor         | aucune        |           | Il est élu dans une circonscription générale. |
| Christian Xavier Aquino | aucune        |           | Il est élu dans une circonscription générale. |

#### Dongosaro
| Nom                  | Municipalités | Résultats | Remarques                                                                                                   |
| -------------------- | ------------- | --------- | --- |
| Leo Pedro            | Dongosaro     | 39 voix   | (élu) |
| Lee Mahoraitei Pedro | Dongosaro     | 38 voix   | |
| John B. Nestor       | Dongosaro     | 30 voix   | |
| Benedict Pedro       | Dongosaro     | 6 voix    | Il s'agit d'un candidat dont le nom a été écrit sur le bulletin de vote (il n'était pas candidat lui-même). |
| Dean Terry           | Dongosaro     | 1         | Il s'agit d'un candidat dont le nom a été écrit sur le bulletin de vote (il n'était pas candidat lui-même). |

#### Pulo Anna
| Nom             | Municipalités | Résultats | Remarques |
| --------------- | ------------- | --------- | --------- |
| Lawrence Sumor  | Pulo Anna     | 25 voix   | (élu)     |
| Vanessa Mobel   | Pulo Anna     | 15 voix   |           |
| Alexander Sumor | Pulo Anna     | 12 voix   |           |

#### Merir
| Nom            | Municipalités | Résultats | Remarques |
| -------------- | ------------- | --------- | --------- |
| Jenny Jonas    | Merir         | 15 voix   | (élu)     |
| Pasquana Tirso | Merir         | 12 voix   |           |

#### Fanna
| Nom             | Municipalités | Résultats | Remarques                                                                                                   |
| --------------- | ------------- | --------- | --- |
| Valentine Tirso | Fanna         | 9 voix    | (élu) |
| Linda Kintoki   | Fanna         | 6 voix    | Il s'agit d'un candidat dont le nom a été écrit sur le bulletin de vote (il n'était pas candidat lui-même). |

## Prestation de serment
La prestation de serment du nouveau gouvernement sonsorolais a eu lieu le 29 avril 2016 à Koror. La cérémonie de prestation a été officiée par la juge Kathleen Salii de la Cour suprême des Palaos, en sonsorolais.
La prestation de serment a notamment inclut la remise par Damien Albis, l’ancien gouverneur, d'une pagaie comme symbole de la transmission des pouvoirs gouvernementaux.

## Sources